# Cardiff City
Cardiff City (offiziell: Cardiff City Association Football Club; Walisisch: Clwb Pêl-droed Dinas Caerdydd) – auch bekannt als The Bluebirds – ist ein walisischer Fußballverein in Cardiff. Gegründet wurde er 1899 als Fußballabteilung des „Riverside Cricket Club Cardiff“. Die Vereinsfarben sind blau-weiß. Der Verein nimmt am Spielbetrieb des englischen Fußballverbands teil und spielt aktuell in der zweitklassigen EFL Championship.

## Verein
Das Heimatstadion des Clubs war bis 2009 der Ninian Park, seitdem ist es das Cardiff City Stadium.
Neben diversen walisischen Pokalsiegen sind die größten Erfolge der Gewinn des FA Cups am 23. April 1927 mit 1:0 gegen den FC Arsenal (als bisher einziger walisischer Verein) und die englische Vizemeisterschaft 1924. Im Europapokal der Pokalsieger 1967/68 erreichte Cardiff das Halbfinale. Zur Saison 2007/08 erreichte man nach 84 Jahren zum dritten Mal in der Vereinsgeschichte das FA-Cup-Finale; das Spiel gegen den FC Portsmouth ging nach einem Torwartfehler mit 0:1 verloren.
Der 16. April 2013 war ein historischer Tag für Cardiff City. Durch ein 0:0 gegen Charlton Athletic sicherte man sich bereits am 43. Spieltag vorzeitig den Aufstieg in die Premier League. Cardiff spielte somit nach 51 Jahren das erste Mal wieder in der höchsten englischen Spielklasse. Aufstiegstrainer Malky Mackay musste im Dezember desselben Jahres aber bereits seinen Platz räumen. Der Entlassung ging eine wochenlange Debatte voraus, in der Fans des Vereins als auch Kollegen aus der Premier League ihre Solidarität mit Mackay bekundeten, nachdem Clubbesitzer Vincent Tan immer wieder den Rauswurf Mackays angedeutet hatte. Als Interimslösung trat sein Assistent David Kerslake die Nachfolge an. Am 2. Januar 2014 wurde der Norweger Ole Gunnar Solskjær als neuer Teammanager vorgestellt. Cardiff City verlor am vorletzten Spieltag 0:3 gegen Newcastle United, wodurch der Wiederabstieg in die EFL Championship besiegelt wurde.
Mit dem zweiten Tabellenplatz zum Abschluss der Saison 2017/2018 gelang Cardiff City der erneute Aufstieg in die Premier League.

Altes Logo des Cardiff City FC
Weiteres altes Logo des Cardiff City FC
Logo des Cardiff City FC von 2003 bis 2008
Logo des Cardiff City FC von 2008 bis 2012

## Rivalität
Erzrivale der Bluebirds ist Swansea City, mit denen man sich schon viele Jahre um die Vorherrschaft in Wales streitet. Begegnungen beider Vereine sind stets Risikospiele, die in der Vergangenheit häufig zu zahlreichen Festnahmen führten. Unterschiedliche Ligazugehörigkeiten ließen die Rivalität zeitweise ruhen.

## Erfolge
- FA-Cup-Sieger (1): 1927 (einziges walisisches Team, das den Cup gewonnen hat)
  - Finalist (2): 1925, 2008
- Charity Shield (1): 1927
- Carling-Cup-Finalist (1): 2012
- FA-Amateur-Cup-Sieger (1): 1927
- Walisischer Cup (22): 1912, 1920, 1922, 1923, 1927, 1928, 1930, 1956, 1959, 1964, 1965, 1967, 1968, 1969, 1970, 1971, 1973, 1974, 1976, 1988, 1992, 1993

## Kader der Saison 2025/26
Stand: 6. August 2025
| Nr. |                    | Position | Name           |
| --- | ------------------ | -------- | -------------- |
| 1   | Vereinigte Staaten | TW       | Ethan Horvath  |
| 2   | England            | AB       | Will Fish      |
| 3   | Irland             | AB       | Joel Bagan     |
| 5   | Norwegen           | AB       | Jesper Daland  |
| 6   | England            | MF       | Ryan Wintle    |
| 10  | Wales              | ST       | Rubin Colwill  |
| 11  | England            | ST       | Ollie Tanner   |
| 12  | England            | AB       | Calum Chambers |
| 14  | Schottland         | MF       | David Turnbull |
| 16  | England            | ST       | Chris Willock  |
| 18  | Australien         | MF       | Alex Robertson |
| 21  | England            | TW       | Jak Alnwick    |
| 22  | Danemark           | ST       | Yousef Salech  |

| Nr. |         | Position | Name              |
| --- | ------- | -------- | ----------------- |
| 24  | Wales   | MF       | Eli King          |
| 27  | Wales   | MF       | Joel Colwill      |
| 28  | Wales   | MF       | Dakarai Mafico    |
| 29  | Wales   | ST       | Tanatswa Nyakuhwa |
| 38  | England | AB       | Perry Ng          |
| 39  | Wales   | ST       | Isaak Davies      |
| 41  | Wales   | TW       | Matthew Turner    |
| 44  | Wales   | AB       | Ronan Kpakio      |
| 45  | Wales   | MF       | Cian Ashford      |
| 47  | Irland  | ST       | Callum Robinson   |
| 48  | Wales   | AB       | Dylan Lawlor      |
|     | England | TW       | Nathan Trott      |

## Rekordspieler
| Name            | Einsätze | Zeitraum  |
| --------------- | -------- | --------- |
| Phil Dwyer      | 531      | 1972–1984 |
| Don Murray      | 483      | 1962–1974 |
| Tom Farquharson | 481      | 1921–1934 |
| Peter King      | 431      | 1960–1973 |
| Ron Stitfall    | 421      | 1947–1963 |
| Fred Keenor     | 414      | 1920–1930 |
| Billy Hardy     | 408      | 1920–1931 |

| Name            | Tore | Spiele |
| --------------- | ---- | ------ |
| Len Davies      | 148  | 339    |
| Robert Earnshaw | 109  | 217    |
| Jimmy Gill      | 094  | 212    |
| Carl Dale       | 094  | 253    |
| Brian Clark     | 091  | 240    |

## Ligazugehörigkeit
- 1920/21: Football League Second Division
- 1921–1929: Football League First Division
- 1929–1931: Football League Second Division
- 1931–1947: Football League Third Division
- 1947–1952: Football League Second Division
- 1952–1957: Football League First Division
- 1957–1960: Football League Second Division
- 1960–1962: Football League First Division
- 1962–1975: Football League Second Division
- 1975/76: Football League Third Division
- 1976–1982: Football League Second Division
- 1982/83: Football League Third Division
- 1983–1985: Football League Second Division
- 1985/86: Football League Third Division
- 1986–1988: Football League Fourth Division
- 1988–1990: Football League Third Division
- 1990–1992: Football League Fourth Division
- 1992/93: Football League Third Division
- 1993–1995: Football League Second Division
- 1995–1999: Football League Third Division
- 1999/00: Football League Second Division
- 2000/01: Football League Third Division
- 2001–2003: Football League Second Division
- 2003/04: Football League First Division
- 2004–2013: Football League Championship
- 2013/14: Premier League
- 2014–2018: Football League Championship / EFL Championship
- 2018/19: Premier League
- 2019–2025: EFL Championship
- seit 2025: EFL League One

## Frauenfußball
Der Cardiff City Ladies Football Club (kurz: Cardiff City LFC) spielt seit 2006 in der FA Women’s Premier League National Division, der höchsten Spielklasse im englischen Frauenfußball.

### Geschichte
Der Club wurde 1975 nach einem lokalen Wohltätigkeitsspiel unter dem Namen Llanedeyrn LFC gegründet. In der Folgezeit kam es zu mehreren Umbenennungen: zunächst wurde der Verein 1981 in Cardiff FC umbenannt, bevor man 1993 eine Partnerschaft mit Inter Cardiff einging. Gleichzeitig zog der Club in das Cardiff Athletic Stadium um, das auch heute noch die Heimspielstätte ist. Die Verbindung wurde 1997 aufgelöst und der Verein hieß von nun an Cardiff County. 2001 kam es zu einer Assoziation mit Cardiff City.
Kurz nach Beginn der Saison 2003/04 löste der Frauenfußballverein die Verbindung wieder auf. Dem LFC wurde erlaubt, den Namen Cardiff City weiterzuführen. Allerdings änderte der LFC sein Wappen: die Bluebirds, die die Männer von Cardiff City tragen, wurden durch den roten walisischen Drachen ersetzt.
2006 stieg der Club in die höchste Spielklasse, die FA Women’s Premier League National Division auf. Cardiff City ist nach Barry Town erst der zweite walisische Club, dem der Aufstieg ins englische Oberhaus gelang. Da der Verein den walisischen Pokal regelmäßig gewann vertrat Cardiff City LFC bereits vier Mal das Land im UEFA Women’s Cup. Im Wettbewerb 2006/2007 schlug der Verein den kroatischen Vertreter ZNK Maksimir und den Dundalk FC aus der Republik Irland. Da man gegen den SV Saestum aus den Niederlanden verlor, schied man jedoch wie bei den vorangegangenen Teilnahmen nach der ersten Gruppenphase wieder aus.